# Klasztor Franciszkanów w Kętach
Klasztor Ojców Franciszkanów – klasztor franciszkanów zlokalizowany w Kętach.

## Historia

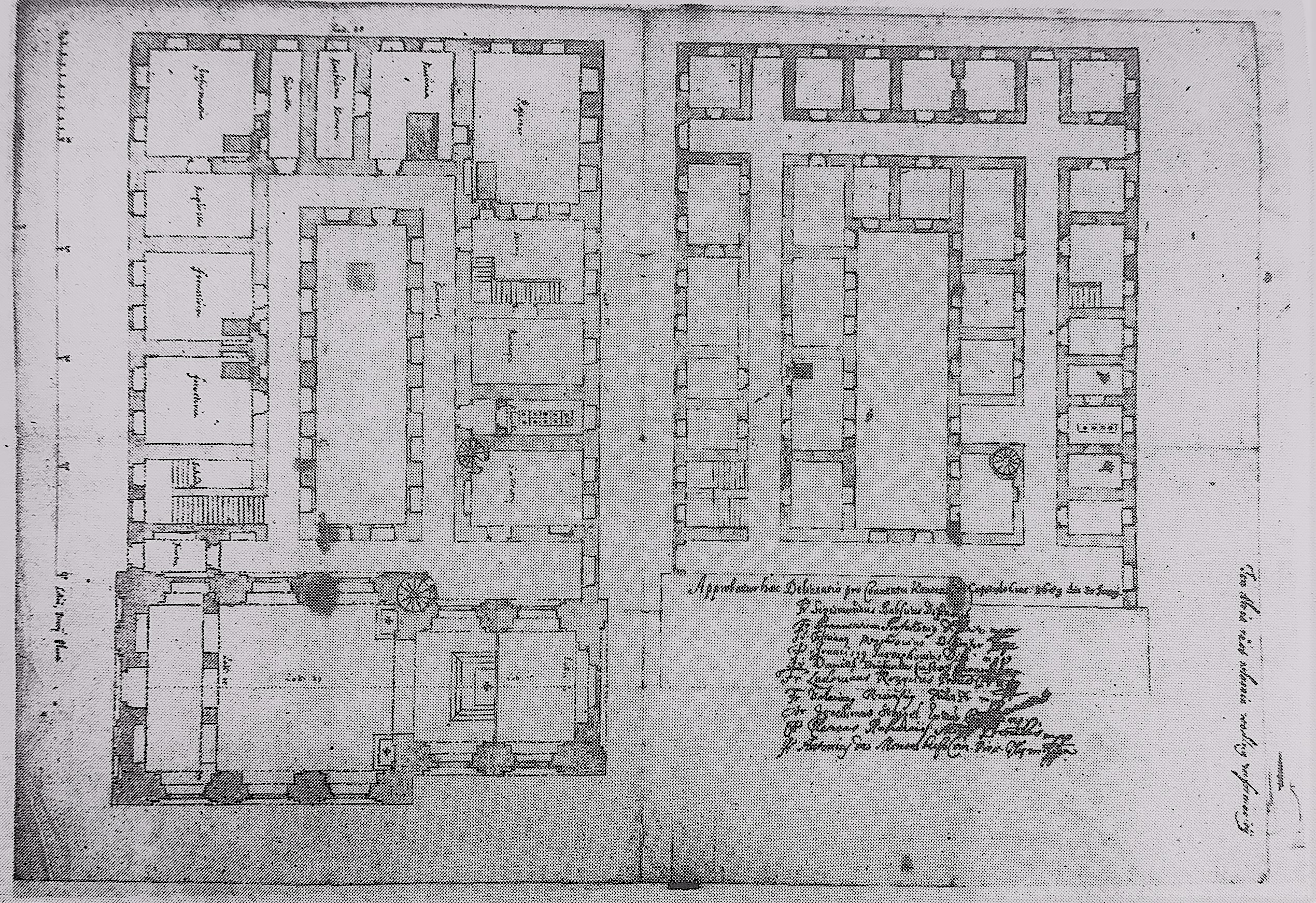
Niezrealizowany plan rozbudowy J.M. Linka z 1689

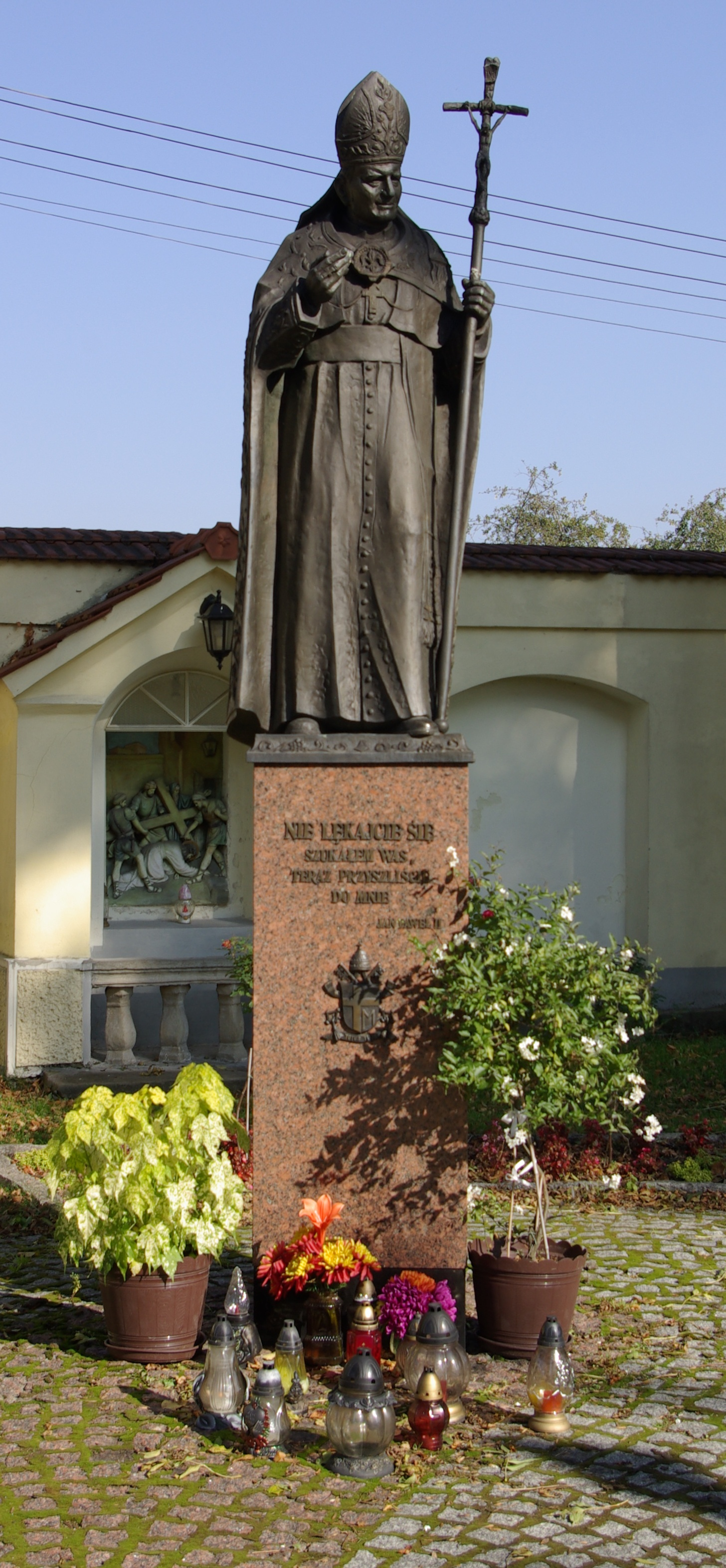
Pomnik Jana Pawła II

Został wybudowany na przełomie XVII i XVIII wieku. Inicjatorem budowy był chorąży krakowski i żołnierz chorągwi husarskiej Andrzej z Żydowa Żydowski. Celem jego przedsięwzięcia była w dużej mierze walka z popularnym w tej okolicy kalwinizmem. Kościół został konsekrowany 4 października 1714 roku przez biskupa krakowskiego Kazimierza Łubieńskiego. Zarówno klasztor jak i kościół są wybudowane w stylu zbliżonym do baroku. Przed kościołem znajduje się plac na którym usytuowano stacje drogi krzyżowej. Od wschodniej strony prezbiterium wybudowano kaplicę św. Dydaka, która korytarzem łączy się z kaplicą Przemienienia Pańskiego. Kaplica św. Dydaka została dobudowana w 1901 roku. Wewnątrz niej znajdują się freski przedstawiające św.Franciszka, który dostępuje łaski odpustu zupełnego, zwanego popularnie odpustem porcjunkuli. Kaplica ta jest miejscem szczególnym, gdyż co roku przybywają do niej wierni z Kęt i okolic w celu uzyskania odpustu.

## Zabytki
Najcenniejszym zabytkiem kościoła jest Pietà z I połowy XV wieku, nieznanego autora. Rzeźba jest polichromowana, częściowo zniszczona. Innym unikatem jest płaskorzeźba, na której przedstawiono ukrzyżowanie. Datuje się ją na I połowę XVII wieku. Płaskorzeźba ta jest sprowadzona ze Śląska, wykonana z alabastru, a oprawiona w profilowaną, drewnianą ramę. Przy kolumnie barokowej usytuowana jest rzeźba Chrystusa z końca XVIII wieku. Ołtarz główny kościoła znajduje się pośrodku prezbiterium i dzieli je na dwie części. W centralnym jego miejscu są rzeźby, przedstawiające ukrzyżowanie. Natomiast z tyłu ołtarza znajduje się chór zakonny - kaplica, wyposażona w stalle. W miejscu tym na modlitwie zbierają się zakonnicy. Ważnym zabytkiem klasztoru są organy, kupione w 1891 roku w  fabryce organów w Krnov, na Śląsku Opawskim. Ich wykonawcą była firma Gebrüder Rieger. Organy te są wyposażone w 13 głosów, około 500 piszczałek, jeden manuał i pedał.